# Il Cristo proibito
Il Cristo proibito è un film del 1951, l'unico diretto da Curzio Malaparte.
Malaparte può esserne considerato unico autore, infatti curò il soggetto, i dialoghi, la sceneggiatura, il commento musicale e la regia.
Il film, come le sue opere scritte, scatenò polemiche, e la critica si pronunciò con giudizi contrastanti; ma grazie alle cinque edizioni (italiana, francese, inglese, spagnola, tedesca) godette di un successo internazionale, vincendo il “Premio della Città di Berlino” per gli eccellenti risultati cinematografici alla prima edizione del Festival di Berlino 1951.

## Trama
Bruno è un reduce della campagna di Russia  tornato a piedi nella sua Sarteano. Contrariamente agli altri reduci, la sua felicità per il ritorno a casa è offuscata dalla morte del fratello, partigiano fucilato dai tedeschi a causa del tradimento di un compaesano. Deciso a vendicare il fratello, cerca di farsi dire il nome del delatore, ma i paesani, stanchi delle violenze e del sangue della guerra, si rifiutano di svelarlo. Mastro Antonio, un modesto falegname amico di Bruno, per paura che si possa macchiare di un delitto di un innocente, gli fa credere che l'uomo che sta cercando sia lui. A quella confessione Bruno prende una lima e gliela scaglia al cuore. Prima di spirare il falegname ammette di aver mentito ed essersi sacrificato in vece del colpevole. Trovato il vero colpevole, questi si offre ai colpi di mitra di Bruno, ma quest'ultimo memore delle parole dell'amico non ha la forza di colpire il colpevole, poiché un innocente ha già pagato per lui.

## Distribuzione
Il film venne distribuito nel circuito cinematografico italiano il 24 marzo 1951. In Francia fu presento in concorso al Festival di Cannes 1951.

## Significato del titolo
(Dalla revisione preventiva)

## Riconoscimenti
- Festival internazionale del cinema di Berlino 1951: Premio della Città di Berlino.

Nel 1953 il National Board of Review of Motion Pictures l'ha inserito nella lista dei migliori film stranieri dell'anno.

## Curiosità
- Nel film viene pronunciata la parola "puttana", termine estremamente raro in pellicole dell'epoca, pronunciata da Elena Varzi (anche se la voce era in realtà quella della doppiatrice Dhia Cristiani), che in un primo momento la commissione di revisione decise di eliminare, ma che stabilì infine di ammettere.[3]